# Edwin de Vries
Edwin Paul de Vries (Amsterdam, 14 januari 1950) is een Nederlands acteur, regisseur en schrijver.
De Vries debuteerde op twaalfjarige leeftijd in de film De laatste passagier naast zijn vader Rob de Vries. In 1972 deed hij examen aan de Amsterdamse Toneelschool. Hij is sinds 1991 getrouwd met actrice Monique van de Ven, die hij ontmoette op de set van Een maand later. Ze hebben twee kinderen. De oudste, Nino Paolo (1992), stierf op bijna tweejarige leeftijd aan de gevolgen van meningokokkensepsis.  De jongste, Sam, speelde in 2018 samen met zijn vader Edwin de Vries in het toneelstuk Westerborkserenade over de verzetsdaden van zijn opa, Rob de Vries, in de Tweede Wereldoorlog. De Vries werd in 2012 benoemd tot Ridder in de Orde van de Nederlandse Leeuw, vanwege zijn grote betekenis voor de Nederlandse cultuur.
Zijn broer Bart de Vries was ook acteur.